# 풍천노씨 가학십도 목판
풍천노씨 가학십도 목판(豊川盧氏 家學十圖 木版)은 대한민국 경상남도 함양군 함양읍, 함양박물관에 있는 목판이다. 2015년 1월 15일 경상남도의 문화재자료 제586호로 지정되었다.

## 지정 사유
「풍천노씨 가학십도」는 한 집안의 가승(家乘)로서의 가치에 국한되지 않는다. 이 책에 수록된 16명의 학문과 삶은 조선시대에도 칭송을 받았지만, 오늘날 우리에게도 여전히 유의미한 내용을 전해준다. 또한 가문에서 배출된 선조의 유훈과 행적을 도설로 정리하여 체계화한 구성은 매우 독창적인 것이다. 따라서 「풍천노씨 가학십도」는 구성과 내용에 있어 모두 가치가 크므로 “경상남도 문화재자료”로 지정한다.

## 참고 자료
- 풍천노씨 가학십도 목판 - 국가유산청 국가유산포털